# Hesíodo
Hesíodo (en griego antiguo: Ἡσίοδος [Hēsíŏdŏs]; en neogriego: Ησίοδος; en latín: Hēsiodus) fue un poeta de la Antigua Grecia. Su datación en torno al año 700 a. C. es discutida. Algunos autores lo han considerado también como el primer filósofo griego.

## Cronología
Desde la Antigüedad se discutía acerca de la relación cronológica entre Homero y Hesíodo. Jenófanes y Filócoro pertenecían al grupo de los autores que situaban a Homero con anterioridad a Hesíodo. El Certamen, una obra muy tardía, suponía que eran contemporáneos entre sí. En cambio, Éforo de Cime, Lucio Accio y la Crónica de Paros decían que Hesíodo había sido anterior.
La investigación actual suele situar cronológicamente a Hesíodo como posterior a Homero y sitúa su nacimiento hacia la segunda mitad del siglo VIII a. C. o la primera del siglo VII a. C. Hay acuerdo en que fue anterior a Simónides de Ceos, ya que se considera evidente que este se inspiró en versos de Los trabajos y los días, de Hesíodo. No es, en cambio, seguro que fuera anterior a Arquíloco de Paros, puesto que es posible que las coincidencias que se dan entre la obra de ambos pueda ser debida a que los dos usaran una fuente común.

## Biografía
Los datos biográficos de Hesíodo se han obtenido de lo que él mismo dice en sus propias obras, con la excepción del dato del fallecimiento (que procede de Aristóteles).
El padre de Hesíodo se dedicaba al comercio de cabotaje en Cumas, en la costa occidental de Anatolia, donde pretendió hacer fortuna pero, arruinado, tuvo que regresar a la tierra de sus padres: Beocia. Allí, en la pequeña población de Ascra, se le concedieron unas tierras y se dedicó a cultivarlas y al pastoreo, y fue probablemente donde nació Hesíodo. Este pasó su infancia y adolescencia dedicándose también a la agricultura y al pastoreo, junto a su hermano Perses, con quien acabó enfrentado debido a la herencia que recibieron. Al parecer, Perses había dilapidado su parte rápidamente y entabló un pleito judicial con Hesíodo. El tribunal de justicia dio la razón a Perses y Hesíodo tuvo que darle parte de lo que había recibido como herencia. Con posterioridad, Perses volvió a quedar en situación económica precaria e intentó recurrir a la ayuda de su hermano al que incluso volvió a amenazar con ir a los tribunales, pero este rehusó ayudarlo.
Hesíodo cuenta que decidió hacerse poeta cuando las musas se le aparecieron mientras estaba con su rebaño al pie del monte Helicón.
Fue a Calcis para asistir a unos juegos funerarios en homenaje a Anfidamante, y allí participó en un certamen poético en el que venció. Obtuvo como premio un trípode de dos asas que ofreció a las musas del Helicón.
Murió en Ascra. Poco tiempo después, Ascra fue atacada por los tespios, que destruyeron la ciudad. Los supervivientes se fueron a Orcómeno y llevaron con ellos las cenizas de Hesíodo, que colocaron en el ágora, al lado de la tumba de Minias, el héroe epónimo de la ciudad.

## Leyenda
Hay otros datos acerca de Hesíodo que fueron transmitidos por otras fuentes antiguas: el Certamen de Homero y Hesíodo, una Vida de Hesíodo, el artículo de la Suda, un relato de Plutarco y otro relato de Pausanias. Sin embargo, estos datos se consideran dudosos. 

En el Certamen de Hesíodo y Homero se relata una competición poética en la que el público proclamó vencedor a Homero pero los jueces otorgaron el premio a Hesíodo por haber cantado este la paz mientras Homero había cantado la guerra. En él se relata, entre otras cosas una genealogía mitológica:
«Unos cuantos aseguran que [Homero] fue mayor que Hesíodo y algunos que más joven y pariente suyo. Establecen la siguiente genealogía: de Apolo y Toosa la de Poseidón dicen que nació Lino, de Lino Píero, de Píero y la ninfa Metona Eagro, de Eagro y Calíope Orfeo, de Orfeo Ortes, de él Harmónides, de él Filoterpes, de él Eufemo, de él Epífrades, de él Melanopo, de este Dío y Apeles, de Dío y Piquimeda, la hija de Apolo, Hesíodo y Perses, de Perses Meón y de la hija de Meón y el río Meles Homero».
Una leyenda acerca de la muerte de Hesíodo decía que un oráculo había advertido a Hesíodo que debía evitar el paso por Nemea, por lo que cambió de ruta para tratar de eludir el peligro, pero en Énoe, en Lócrida Ozolia, encubrió a un hombre que había seducido a la hija de su huésped. Los hermanos de ella, para vengarse, atrajeron a Hesíodo al santuario de Zeus Nemeo, donde lo mataron, junto a su sirviente, y lo tiraron al mar. El cuerpo fue recogido por delfines, que lo dejaron en Rion, situado junto a Molicria a la entrada del golfo de Corinto. Los locrios recogieron el cuerpo, persiguieron a sus verdugos, los mataron y los arrojaron al mar. El cuerpo de Hesíodo fue sepultado en un lugar guardado en secreto por los habitantes de Naupacto, ya que los de Orcómeno querían llevarse los restos. Pero, según cuenta Alcidamante, quienes mataron a Hesíodo huyeron en una embarcación, hasta que Zeus los fulminó. 
Pausanias señala que algunos admitían como verdadero y otros no que la causa del crimen fuera la deshonra de la joven, y cuenta que los de Orcómeno, aconsejados por la Pitia, siguieron el vuelo de una corneja, que les condujo hasta la tumba de Hesíodo, y así se hicieron con sus restos.
Se supone que el origen de la leyenda es la rivalidad que había entre Naupacto y Orcómeno por considerarse ambos lugares como el de la tumba de Hesíodo.

## Obras

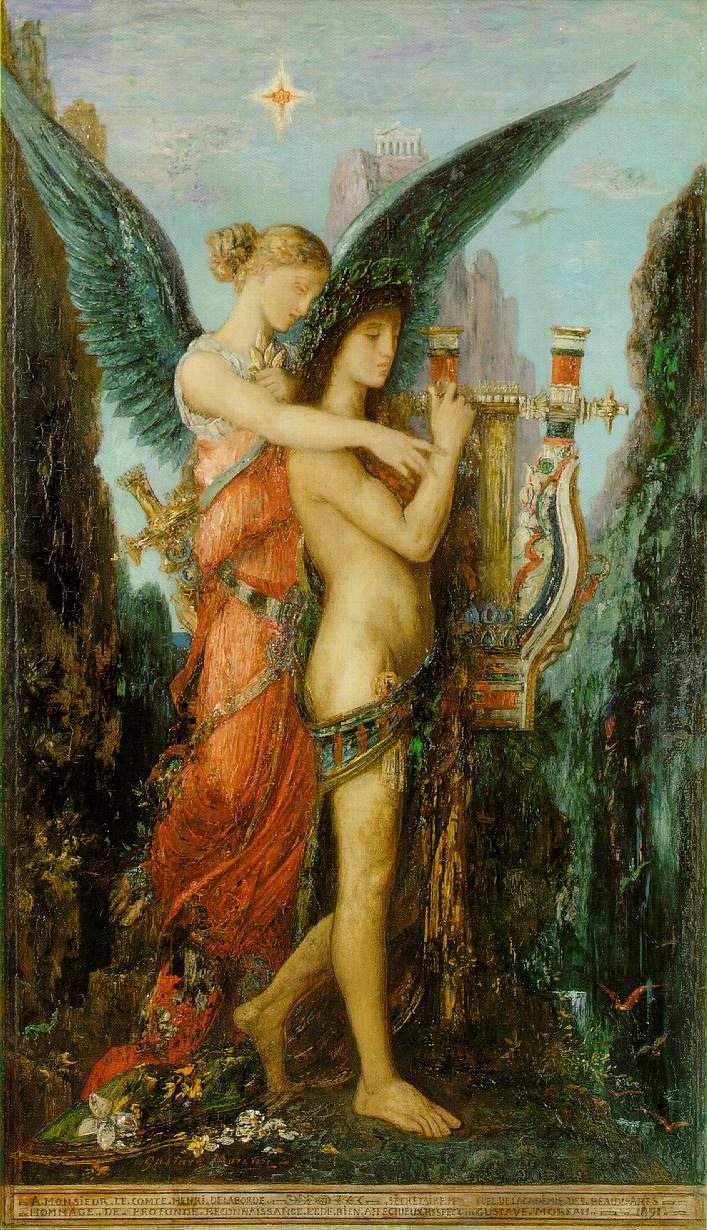
Hesíodo y la Musa, por Gustave Moreau (Museo de Orsay, París).

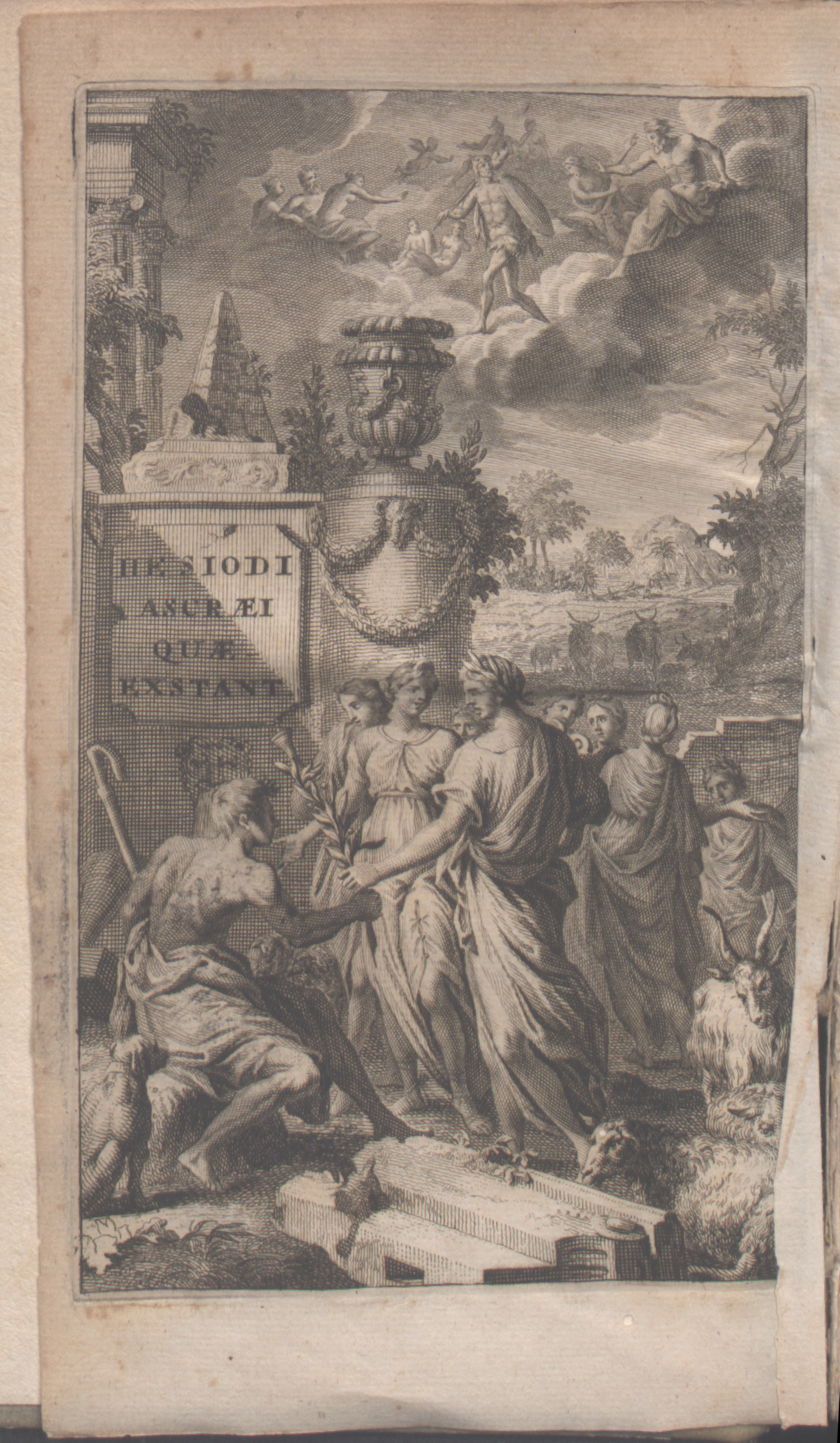
Hesiodi Ascraei quaecumque exstant (Escritos reunidos de Hesíodo el ascreo), 1701.

Sus obras, como las de Homero, fueron objeto ya desde el siglo VI a. C. de estudio y veneración.
Hesíodo puso por escrito y ordenó todo el cuerpo mitológico transmitido hasta entonces de forma oral. En su obra se basaron los mitógrafos posteriores clásicos, gracias a lo cual se ha conservado en gran parte. 
Se le han atribuido muchas obras, pero actualmente se consideran auténticas solo la Teogonía, en la que relata la genealogía de los dioses de la mitología griega a modo profético (escrita en versículos), como lo escrito en Trabajos y días, los 54 primeros versos de El escudo de Heracles — el resto se considera apócrifo[cita requerida]. Sin embargo, se ha puesto a debate su real autenticidad—  y el Catálogo de mujeres (también llamado Eeas). De este último, solo quedan fragmentos. 
Otras obras que le fueron atribuidas y de las que se conservan fragmentos son:
- Consejos de Quirón o Lecciones de Quirón.[17]
- La boda de Ceix.[18]
- Grandes Eeas (Μεγαλαι εοιαι).[19]
- Melampodia (Μελαμποδεια).[20]
- Descenso de Pirítoo
- Dáctilos ideos.[21]
- Grandes trabajos (Μεγαλα εργα).[22]
- Egimio (Αἰγίμιος).[23]
- El Horno o Los alfareros.
- Ornitomancia.
- Astronomía.[24]
- Otros fragmentos.[25]

## Eponimia
- El cráter lunar Hesiodus lleva este nombre en honor del poeta.

### Ediciones
- Friedrich Solmsen,[26] R. Merkelbach[27] et M. L. West (editores) (1970). Hesiodi Theogonia; Opera et dies; Scutum; Fragmenta selecta (en griego). Oxford: Oxford University Press. ISBN 978-0-19-814071-9.
- Paul Mazon[28] (ed. y trad.) (1928). Hésiode Théogonie; Les travaux et les jours; Le bouclier (en griego/francés). París: Les Belles Lettres. ISBN 2-251-00152-2.

### Traducciones al español
- Hesíodo (2007). Teogonía. Trabajos y días. Escudo. Certamen. Buenos Aires: Losada. ISBN 978-950-03-9420-8.
— (1997). Obras y fragmentos: Teogonía. Trabajos y días. Escudo. Fragmentos. Certamen. Madrid: Gredos. ISBN 978-84-249-3517-7.
— (1986). Teogonía. Trabajos y días. Escudo. Certamen. Madrid: Alianza. ISBN 84-206-3686-X.